# Olivier Mahafaly
Dans le nom malgache Mahafaly Olivier, le nom de famille précède le prénom, mais cet article utilise l’ordre habituel en français Olivier Mahafaly, où le prénom précède le nom.
Olivier Jocelyn Mahafaly Solonandrasana, né le 21 juin 1964 à Nosy Be (Madagascar), est un homme d'État malgache, Premier ministre du 10 avril 2016 au 4 juin 2018.

## Biographie

### Études
Il obtient un baccalauréat série D en 1983 puis une licence (1989) et une maîtrise (1993) de philosophie à l'université de Toliara. En 1995, il obtient une attestation de consultant en communication à Paris, en 1998 un diplôme d'administrateur civil à l'ENAM et en 2000 un certificat de gestion de risques et des catastrophes.

### Carrière professionnelle
Entre 1989 et 1994, il est chargé de cours au collège du Sacré-Cœur de Toliara, de 1989 à 1996 responsable pédagogique de l'Alliance française de Toliara et de 1992 à 1996 responsable de la communication au sein de l'ONG française Aide et action, toujours dans la même ville. 
Entre 1999 et 2002, il est sous-préfet de Nosy Be et président de la Chambre de commerce, de l'industrie, de l'agriculture et de l'artisanat du même territoire. 
Entre mars 2001 et février 2002, il est commissaire général chargé de l'administration territoriale du gouvernorat d'Antsiranana, entre décembre 2002 et août 2003, puis superviseur en matière électorale à Faritany Antsiranana, entre septembre 2003 et avril 2004.
Il devient sous-préfet de la région de Boeny, entre septembre 2004 et juillet 2005. Puis secrétaire général de la même région, entre janvier et avril 2006, superviseur en matière électorale au ministère de l'Intérieur entre avril et décembre 2006, consultant CNE formateur BLE pour les régions de Boeny et Melaky entre mai 2006 et février 2008, secrétaire général du Faritany de Toliara entre mars 2008 et avril 2009, président de la commission ad hoc de Toliara (ex-Faritany) et entre mai 2009 et avril 2014 directeur de l'administration du territoire et directeur national du projet Ezaka kopia hoan'y Ankizy en partenariat avec l'UNICEF au ministère de l'Intérieur.

### Carrière politique
Le 18 avril 2014, il est nommé ministre de l'Intérieur et de la Décentralisation dans le gouvernement de Jean Ravelonarivo. Le 10 avril 2016, il lui succède au poste de Premier ministre.
Le 4 juin 2018, il annonce sa démission après que la Haute Cour constitutionnelle exige la nomination d'un « Premier ministre de consensus » afin de sortir de la crise politique. Le jour même, Christian Louis Ntsay est chargé de former un gouvernement.
Candidat à l'élection présidentielle de 2018, il est éliminé dès le premier tour, n'obtenant que 0,47 % des voix.

### Distinctions et décorations
A Paris en février 2017, le prix Mandela du courage 2016 de l’Institut Mandela est décerné au Premier ministre Olivier Mahafaly Solonandrasana « pour sa vision du développement de Madagascar et de l’Afrique ». Il a été parmi les quinze(15) lauréats sur 3623 candidats du concours